# フットボールス・アルスヴェンスカン1924/1925
フットボールス・アルスヴェンスカン 1924/1925 は、スウェーデン男子最上位サッカーリーグの第1シーズン目である。Gaisが初優勝を決めた。しかし、当時まだ正式な国内王者決定戦であるスウェーデンサッカー選手権が存続中であり (末期状態ではあるが)、GAISはスウェーデンサッカー王者として認められなかった。当初の予定では「アルスヴェンスカン」という名称ではなかったのだが、いざ採用してみると即座に抜群の人気を集めた。

## 概要
第1節は1924年8月の日曜日に開催され、IFKノールシャーピンを1－0で下したランズクローナBoISが、第一節終了時の首位となった。勝ち点が並んだ際の順位決定には平均得点率が使用されており、ランズクローナは唯一の完封勝ちチームだったので、首位に立つことができた。
スウェーデンサッカー協会は自分たち主導で正式な全国リーグを立ち上げたが、国内王者のタイトルを即座にスウェーデンサッカー選手権からアルスヴェンスカンに渡さなかった。選手権は1925年度を最後に消滅するが、スウェーデン王者を決める次の大会が未定のまま、5年間の空位時代が到来する。 
開催時期は、秋の前半戦が1924年8月3日から11月9日、春の後半戦は1925年4月9日から6月7日だった。得点王はIFKヨーテボリのフィリプ・ヨワンソン、21試合39得点はいまだ (2025年) 破られていない記録である。

### 様々な「初」
アルスヴェンスカンのファーストゴールは、第1節IFKエシルストゥーナ-IKシリウス戦で記録された。ビジターチーム、シリウスのエーヴェット・ブロムグレンがこれを決め、チームは3－1で勝った。試合開始時刻がほかの試合より30分早い13:00という事から、彼がファーストゴーラーである事は確実と思われる。
上記の試合に比べて、遅くスタートした他の試合が「不利」だった事を考慮に入れるのであれば、アルスヴェンスカンのファーストゴールを決めたのは、或いはハンマルビーIFのリカルド・ラーションかもしれない。HIFはアウェイでオルグリーテISに1－5で負けたが、前半11分にラーションが先制点を挙げた。AIKの選手プッテ・コックの大チャンスは、チームが前半17分、 ヴェステロースIK相手にPKを獲得した時だった。しかしコックは失敗した。主審がちゃんとした場所におらず、副審が得点を認めてフラッグを挙げたにもかかわらず、これを見逃したのだった。もちろん、初のPK失敗者という点では記録に残っている。 
ペナルティーキックで最初に得点したのは、オルグリーテISのエーリク・ボルイェソンであった。ハンマルビーIFとの試合で前半22分にPKを成功させ、チームは1－1の同点に追いついた。

第4節、ガムラ・ウッレヴィでのIFKイェーテボリ-AIK戦で最初の退場者が出た。不名誉な記録に残ったその選手は、AIKのヨーン・パーション。67分に危険タックルで一発退場させられた。
第4節、旧ガムラ・ウッレヴィでのIFKヨーテボリ-AIK
戦でアルスヴェンスカン最初の退場者が出た。不明な名前を残したのは、AIKの選手ヨーン・パーション。67分に危険タックルで一発退場させられた。

## 出場クラブ
| クラブ              | 県                         | ホームタウン     |
| ------------------- | -------------------------- | ---------------- |
| AIK                 | ストックホルム県           | ストックホルム   |
| Gais                | ヨーテボリ・ブーヒュース県 | ヨーテボリ       |
| ハンマルビーIF      | ストックホルム県           | ストックホルム   |
| ヘルシンボリスIF    | マルメヒュース県           | ヘルシンボリ     |
| IFKエシルストゥーナ | セーデルマンランド県       | エシルストゥーナ |
| IFKヨーテボリ       | ヨーテボリ・ブーヒュース県 | ヨーテボリ       |
| IFKマルメFK         | マルメヒュース県           | マルメ           |
| IFKノルシェーピン   | エステルイェータランド県   | ノルシェーピン   |
| IKスレイプネル      | エステルイェータランド県   | ノルシェーピン   |
| ランズクローナBoIS  | マルメヒュース県           | ランツクローナ   |
| ヴェステロースIK    | ヴェストマンランド県       | ヴェステロース   |
| オルグリーテIS      | ヨーテボリ・ブーヒュース県 | ヨーテボリ       |

## 順位表
| 順 | チーム               | 試 | 勝 | 分 | 敗 | 得 | 失 | 差  | 点 | 出場権または降格                        |
| -- | -------------------- | -- | -- | -- | -- | -- | -- | --- | -- | --------------------------------------- |
| 1  | GAIS (C)             | 22 | 17 | 4  | 1  | 63 | 16 | +47 | 38 | 優勝                                    |
| 2  | IFKヨーテボリ        | 22 | 16 | 4  | 2  | 87 | 30 | +57 | 36 |                                         |
| 3  | オルグリーテIS       | 22 | 15 | 5  | 2  | 67 | 17 | +50 | 35 |                                         |
| 4  | ヘルシンボリスIF     | 22 | 12 | 4  | 6  | 50 | 29 | +21 | 28 |                                         |
| 5  | AIK                  | 22 | 12 | 0  | 10 | 57 | 38 | +19 | 24 |                                         |
| 6  | ランズクローナBoIS   | 22 | 7  | 6  | 9  | 30 | 52 | −22 | 20 |                                         |
| 7  | IKスレイプネル       | 22 | 7  | 4  | 11 | 37 | 49 | −12 | 18 |                                         |
| 8  | IFKノールシャーピン  | 22 | 8  | 1  | 13 | 27 | 49 | −22 | 17 |                                         |
| 9  | IFKエシルストゥーナ  | 22 | 6  | 4  | 12 | 41 | 58 | −17 | 16 |                                         |
| 10 | IFKマルメFK          | 22 | 5  | 5  | 12 | 39 | 55 | −16 | 15 |                                         |
| 11 | ヴェステロースIK (R) | 22 | 2  | 5  | 15 | 21 | 66 | −45 | 9  | ディヴィショーン・トヴォー1925/1926降格 |
| 12 | ハンマルビーIF (R)   | 22 | 2  | 4  | 16 | 23 | 83 | −60 | 8  | ディヴィショーン・トヴォー1925/1926降格 |

## 得点ランキング
|   | 選手                           | 国籍             | クラブ         | 点数 |
| - | ------------------------------ | ---------------- | -------------- | ---- |
| 1 | フィリップ・ヨハンソン         | スウェーデンの旗 | IFKヨーテボリ  | 39   |
| 2 | スヴェン・リデル               | スウェーデンの旗 | オルグリーテIS | 23   |
| 3 | グンナル・リードバリ           | スウェーデンの旗 | IFKヨーテボリ  | 21   |
| 4 | コール＝イェリック・ホルンバリ | スウェーデンの旗 | オルグリーテIS | 18   |
| 4 | アールベット・オールソン       | スウェーデンの旗 | GAIS           | 18   |

## 優勝メンバー

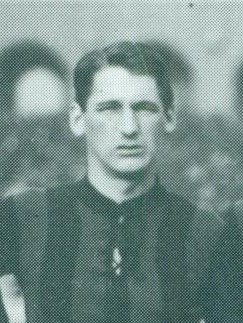
「アッベン」ことアルバート・オルソンは20試合で18点を決めた。

Gaisのリーグ優勝メンバー 1924/25:
| 名前                          | 出場 | 得点 |
| ----------------------------- | ---- | ---- |
| ルネ・ヴェンゼル              | 22   | 5    |
| グンナル・ホルンベリ          | 22   | 1    |
| エーリク・ヨーハンソン        | 22   |      |
| アールバート・オルソン        | 20   | 18   |
| ブロール・カールソン          | 20   | 12   |
| トーシュテン・スヴェンソン    | 20   | 7    |
| ヘールベルト・ルンドグレン    | 20   |      |
| グスタヴ・グスタヴソン        | 19   |      |
| フリチョフ・ヒレーン          | 16   | 1    |
| シグルド・マッティアソン (mv) | 13   |      |
| グンナル・ポールソン          | 12   | 9    |
| アールバット・リリエダール    | 9    | 6    |
| コンラード・ヒルシュ          | 9    |      |
| マンフレード・ヨーンソン (mv) | 9    |      |
| アルヴィド・ビョルク          | 4    | 4    |
| ニルス・アンドレアソン        | 2    |      |
| フリードルフ・ヨーンソン      | 1    |      |
| ニルス・カールソン            | 1    |      |
| アールバート・リンドグレン    | 1    |      |